# چینچیلا، کوئینزلند
چینچیلا (به انگلیسی: Chinchilla) یک شهرک در استرالیا است که در کوئینزلند واقع شده‌است.